# Zlata Leonidivna Ognievich
Zlata Leonidivna Ognievich (tiếng Ukraina: Злата Леонідівна Оґнєвіч, đã Latinh hoá: Zlata Leonidivna Ognievich; tên khai sinh là Inna Leonidivna Bordiuh [Інна Леонідівна Бордюг]; sinh ngày 12 tháng 1 năm 1986) là một ca sĩ và cựu chính khách Ukraina. Cô đại diện cho Ukraina tại Eurovision Song Contest 2013 ở Malmö với bài hát "Gravity", và đạt thứ hạng 3 chung cuộc. Ognievich cũng từng tham gia vòng loại toàn quốc để giành quyền đại diện cho Ukraina tại cuộc thi trong các năm 2010 và 2011.
Năm 2014, Ognievich được bầu vào Verkhovna Rada với tư cách đảng viên đảng Cấp tiến trong cuộc bầu cử quốc hội. Cô đã rút khỏi quốc hội sau một năm, với lý do phản đối tình trạng tham nhũng mà cô đã chứng kiến. Cô đã lên tiếng ủng hộ các lực lượng Ukraina trong thời kỳ bất ổn thân Nga năm 2014 ở Ukraina, và tuyên bố rằng cô sẽ không chấp nhận quốc tịch Nga sau khi Liên bang Nga sáp nhập Krym, nơi cô từng lớn lên.

## Đầu đời
Ognievich sinh năm 1986 tại Kryvyi Rih, nhưng cô đã chuyển tới Murmansk ngay sau đó để thuận tiện cho công việc của cha cô. Cô là người gốc Ý và Serbia; Tổ tiên bên ngoại của cô là người Ý còn tổ tiên bên nội của cô là người Serbia. Cô lớn lên tại thành phố Sudak nằm trên bán đảo Krym. Năm 18 tuổi, Ognievich chuyển đến sống tại Kyiv để theo đuổi con đường đào tạo âm nhạc chuyên sâu hơn, và hiện nay cô vẫn sống tại đây. Ognievich tốt nghiệp Trường đại học Âm nhạc Rheingold M. Glière tại Kyiv. Từ năm học thứ ba tại Rheingold, cô đã bắt đầu cộng tác với các ban nhạc sống và thực hiện công việc quảng bá của riêng mình.
Ognievich đã thừa nhận trong các cuộc phỏng vấn rằng cô đã sống ở "nhiều thành phố và quốc gia".

## Sự nghiệp âm nhạc
Ognievich là một nghệ sĩ độc tấu của Đoàn hát múa trực thuộc Lực lượng vũ trang Ukraina.

### 2010: Eurovision Song Contest 2010
Năm 2010, Ognievich lần đầu tiên tham gia vòng loại toàn quốc với mong muốn đại diện cho nước nhà tại Eurovision Song Contest. Cô đã trình diễn bài hát "Tiny Island". Bài hát xếp thứ hạng 5 chung cuộc với 30 điểm.

### 2010–2011: Eurovision Song Contest 2011
Năm 2011, cô lần thứ hai tham gia vòng loại toàn quốc để tìm ra người đại diện cho Ukraina tại cuộc thi. Cô đã lựa chọn trình bày bài hát "The Kukushka", được viết lời bằng tiếng Ukraina. Phần trình diễn của cô đã đạt được thứ hạng nhì chung cuộc.
Do những phản hồi tiêu cực của khán giả về thủ tục bỏ phiếu trong trận chung kết, một trận chung kết khác đã được tổ chức lại vào ngày 3 tháng 3 năm 2011. Tuy vậy, Jamala và Ognievich đã tuyên bố rút khỏi trận chung kết lần thứ 2 từ trước khi sự kiện này được lên kế hoạch tổ chức, và Mika Newton đã trở thành gương mặt đại diện cho Ukraina tại cuộc thi năm đó.

### 2012–2014: Eurovision Song Contest 2013 và Junior Eurovision

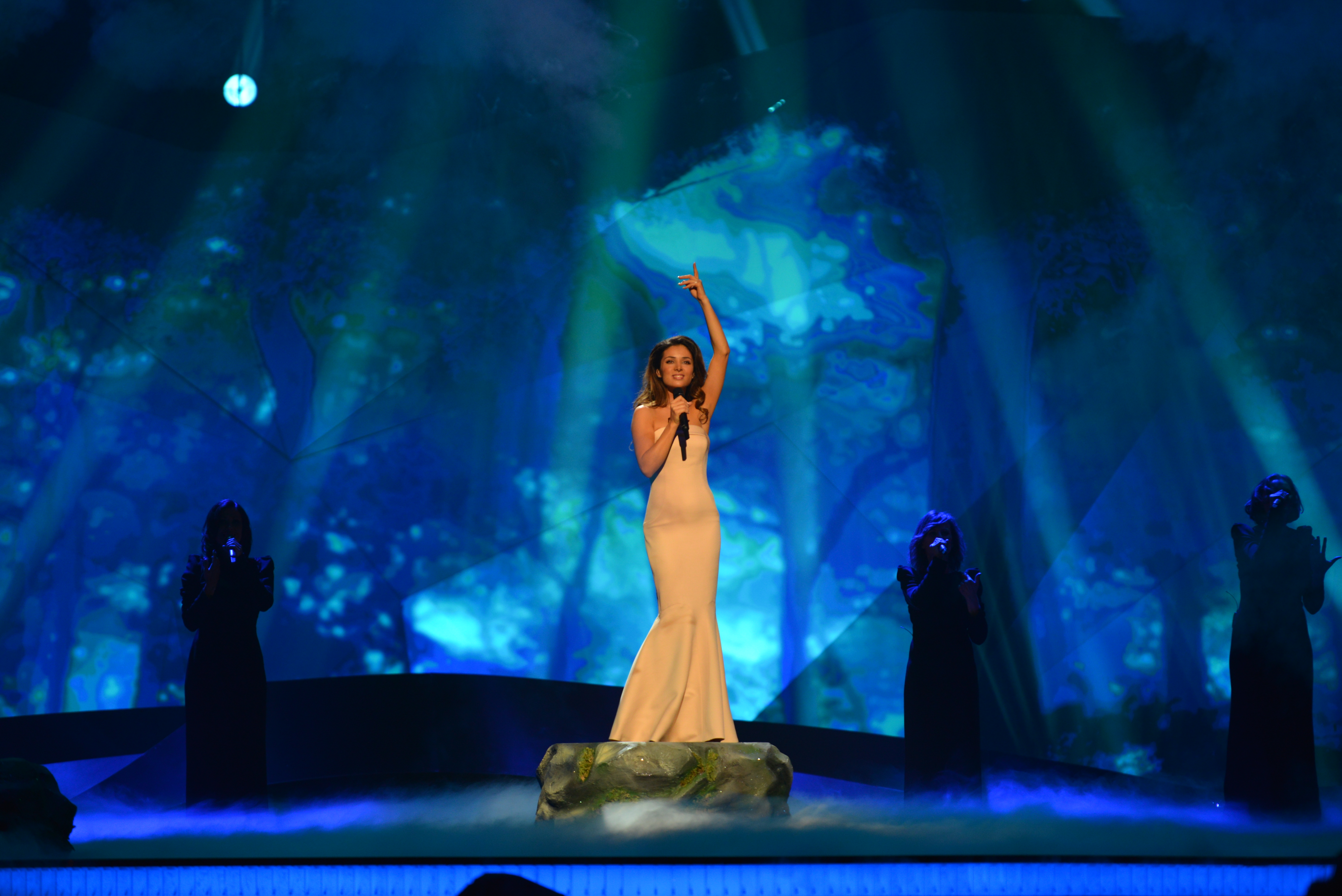
Zlata Ognievich in the Eurovision Song Contest 2013

Vào ngày 23 tháng 12 năm 2012, Ognievich lần thứ ba tham gia vòng loại toàn quốc để nhắm tới tham dự Eurovision Song Contest. Cô đã trình diễn bài hát "Gravity" tại sự kiện vòng loại toàn quốc Evrobachennya 2013 – Natsionalyni vidbir. Sau khi nhận được điểm tối đa qua hai vòng bầu chọn qua truyền hình và vòng chấm điểm của ban giám khảo, Ognievich đã giành được quyền đại diện cho Ukraina tại Eurovision Song Contest 2013 tại Malmö, Thụy Điển.
Tại cuộc thi, Ukraina giành được quyền đi tiếp khi xếp thứ hạng 3 trên 16 tiết mục và ghi được 140 điểm trong trận bán kết 1 diễn ra vào ngày 14 tháng 5 năm 2013. Trong trận chung kết, Ognievich và bài hát "Gravity" xếp thứ hạng ba, với 214 điểm và nhận được 12 điểm từ Armenia, Azerbaijan, Belarus, Croatia và Moldova.

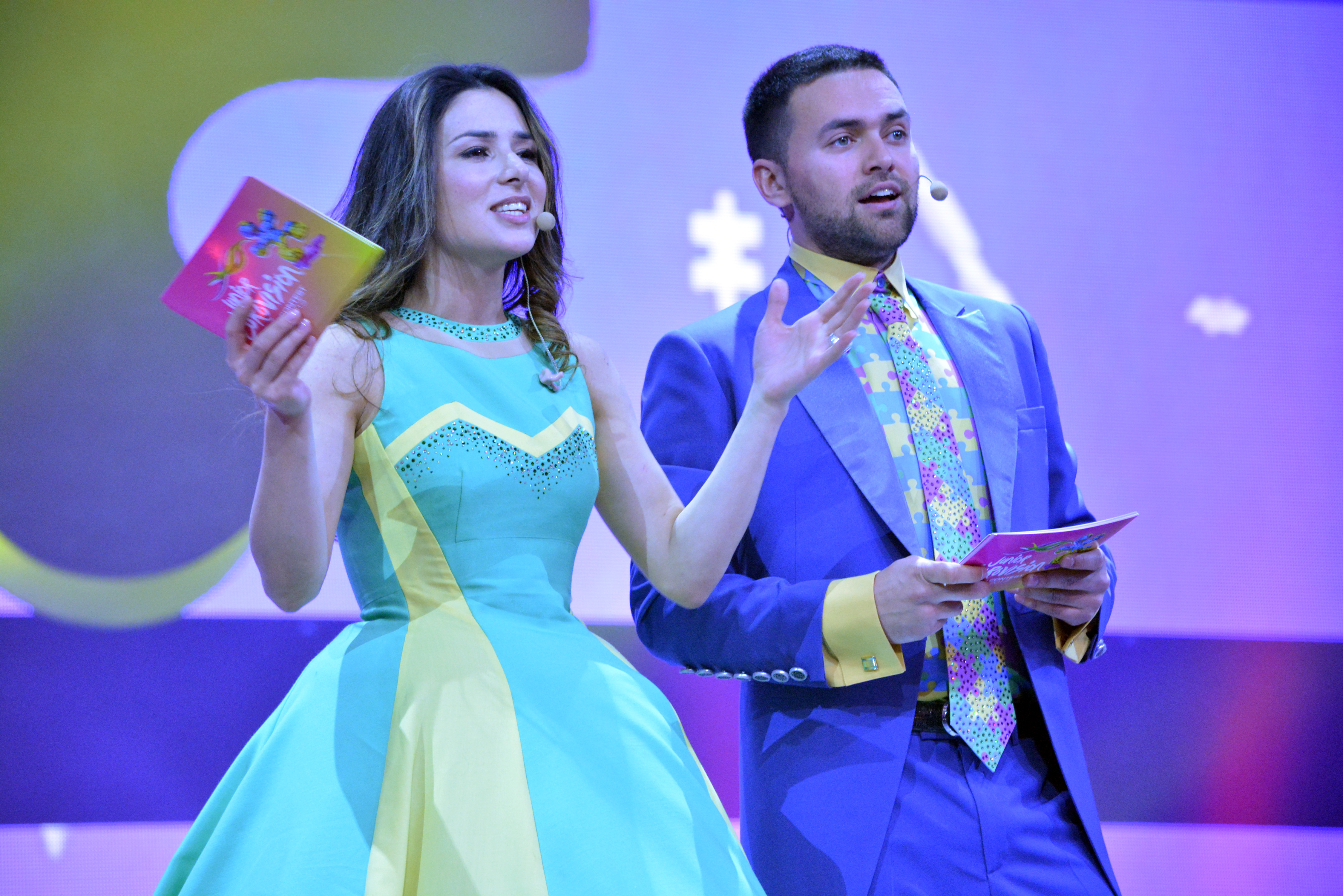
Ognievich và Tymur Valeriiovych Miroshnychenko trong vai trò người dẫn chương trình Junior Eurovision Song Contest 2013 ở Kyiv

Ognievich đảm nhiệm vai trò người dẫn chương trình của cuộc thi Junior Eurovision Song Contest 2013 diễn ra vào ngày 30 tháng 11 bên cạnh Tymur Valeriiovych Miroshnychenko. Ognievich là người công bố kết quả vòng bỏ phiếu của Ukraina tại Eurovision Song Contest 2014. Tháng 8 năm 2014, Ognievich phát hành một bản quốc ca Ukraina "Shche ne vmerla Ukrayina" do cô thu âm.

### 2023: Eurovision Song Contest 2023
Tại vòng chung kết Eurovision Song Contest 2023 diễn ra vào ngày 13 tháng 5 năm 2023, Ognievich là người phát ngôn của ban giám khảo quốc gia Ukraina.

## Sự nghiệp chính trị
Trong cuộc bầu cử quốc hội Ukraina năm 2014 được tổ chức vào ngày 26 tháng 10, Ognievich là ứng cử viên với tư cách đảng viên đảng Cấp tiến. Kết quả của cuộc bầu cử, đảng của cô giành được 22 ghế và cô trở thành nghị sĩ quốc hội. Tại quốc hội, cô chú trọng vào các vấn đề về văn hóa và quyền tác giả. Cô đã tham dự 57% các phiên họp quốc hội trong nhiệm kỳ của mình.
Ngày 10 tháng 11 năm 2015, Ognievich đã đệ trình thư từ chức lên quốc hội. Trong bài phát biểu từ chức trước quốc hội cùng ngày, cô nêu rõ; "Giờ đây tôi thấy rằng khi văn hóa không tồn tại, việc điều khiển và thao túng mọi người sẽ dễ dàng hơn. Đó là lý do tại sao khi điều này xảy ra, với tư cách là một nhà hoạt động văn hóa, tôi không thể giúp ích gì cho quốc hội...". Trong bài phát biểu, cô cũng cáo buộc các đại biểu khác đang hoạt động vì lợi ích của những người vận động hành lang chứ không phải vì lợi ích của công chúng.

## Đời tư
Năm tháng sau sự kiện Liên bang Nga sáp nhập Krym diễn ra vào tháng 3 năm 2014, Ognievich đã gọi việc sáp nhập là "một bi kịch rất đau đớn" và tuyên bố rằng cha mẹ cô, những người tiếp tục sống ở Krym, sẽ không chấp nhận quốc tịch Nga.
Trong sự kiện xung đột thân Nga năm 2014 ở Ukraina, cô cùng với Anastasia Kostyantynivna Prikhodko đã tổ chức quyên góp tiền cho Lữ đoàn Cơ giới Cận vệ 72 trực thuộc Lực lượng Bộ binh Ukraina.

## Danh sách đĩa nhạc

### Đĩa đơn
| "Tiny Island"                                                                  | 2010 | — | —  | Đĩa đơn không nằm trong album |
| "Pristrast'"                                                                   | 2010 | — | —  | Đĩa đơn không nằm trong album |
| "The Kukushka"                                                                 | 2011 | 1 | —  | Đĩa đơn không nằm trong album |
| "Gravity"                                                                      | 2013 | 1 | 50 | Đĩa đơn không nằm trong album |
| "Za Lisami Gorami"                                                             | 2013 | — | —  | Đĩa đơn không nằm trong album |
| "Ice and Fire" (với Eldar Gasimov)                                             | 2014 | — | —  | Đĩa đơn không nằm trong album |
| "Za litom, za vesnoyu"                                                         | 2016 | — | —  | Đĩa đơn không nằm trong album |
| "Tantsiuvati"                                                                  | 2017 | 3 | —  | Đĩa đơn không nằm trong album |
| "Do Mene"                                                                      | 2018 | — | —  | Đĩa đơn không nằm trong album |
| "Янгол" ("Angel")                                                              | 2023 | — | —  | Đĩa đơn không nằm trong album |
| "Кохаю"                                                                        | 2024 | — | —  | Đĩa đơn không nằm trong album |
| "—" biểu thị bản phát hành không được xếp hạng hoặc không/chưa được phát hành. |      |   |    |                               |